# Instituto Universitário de Ciências da Saúde
O Instituto Universitário de Ciências da Saúde - CESPU (IUCS-CESPU) é uma instituição de ensino superior privada, de interesse público reconhecido, cuja entidade instituidora é a Cooperativa de Ensino Superior Politécnico e Universitário (CESPU). Está localizado na região do Grande Porto e oferece formação em áreas das ciências da vida e da saúde em Portugal.

## História e desenvolvimento
A Cooperativa de Ensino Superior e Universitário foi fundada em 1982 com o objectivo de oferecer cursos na área da saúde, tanto universitários como politécnicos. Entre os primeiros cursos oferecidos estiveram Medicina Dentária, Ciências Farmacêuticas e Psicologia Clínica. Em 1997, foram criadas as Escolas de Saúde do Vale do Ave e do Vale do Sousa, voltadas ao ensino não universitário.
A instituição estabeleceu parcerias com unidades de saúde, incluindo algumas integradas à sua estrutura e ao Serviço Nacional de Saúde. Em 2000, passou a instalar núcleos de saúde oral em unidades públicas de atendimento. Em 2019, firmou parceria com o Grupo Trofa Saúde, possibilitando actividades práticas dos estudantes no Hospital do Senhor do Bonfim.
No âmbito da internacionalização, fundou em 2010 a CESPU Europa, com sede em Barcelona e sucursal em Milão. Também actuou em projectos no Marrocos, Angola e no Brasil, além de manter acordo de cooperação com a Universidade Europeia das Ciências Aplicadas da Alemanha. Em 2020, cerca de 55% dos alunos do IUCS e 30% do Instituto Politécnico de Saúde do Norte eram estrangeiros. No ano lectivo de 2022–2023, o curso de Medicina Dentária contava com 298 estudantes portugueses e 515 estrangeiros.
Em 2017, a CESPU apresentou queixa-crime contra o presidente da Secção Regional do Norte da Ordem dos Médicos, António Araújo, por declarações relacionadas com o curso de Ciências Biomédicas e a realização de estágios em hospital público.
Em Março de 2020, o IUCS-CESPU suspendeu temporariamente as suas actividades presenciais devido à Pandemia de Covid-19. A designação actual, IUCS-CESPU, foi oficializada em Outubro de 2022. Em 2024, foi inaugurado o Hospital Veterinário Universitário de Paredes, voltado ao curso de Medicina Veterinária.[carece de fontes?]
Em Abril de 2023, a Agência de Avaliação e Acreditação do Ensino Superior rejeitou uma proposta da instituição para a criação de um curso de mestrado em Medicina. A decisão foi contestada judicialmente pela CESPU.

## Oferta formativa
A instituição oferece cursos de licenciatura, mestrado e pós-graduação na área da saúde. Em 2016, oferecia uma pós-graduação em Terapias Naturais e Complementares com abordagem em homeopatia. No mesmo ano, iniciou uma licenciatura em osteopatia, aprovada pela Agência de Avaliação e Acreditação do Ensino Superior.

## Comunidade e colaborações
O IUCS-CESPU realiza acções de extensão universitária, como atendimentos clínicos, campanhas de saúde pública e projectos educativos. Também mantém parcerias com universidades e centros de investigação, como o Instituto de Saúde Pública da Universidade do Porto, com quem criou uma licenciatura em Saúde Pública.

## Actividades complementares
O Instituto conta com actividades extracurriculares como desporto universitário — em 2022, a sua equipa de andebol figurava entre as melhores no Campeonato Académico do Porto. Também mantém relações com empresas do sector da saúde, como a Avextra Pharma GmbH, voltada ao desenvolvimento de medicamentos à base de canábis.

## Ligações Externas
- https://www.cespu.pt/
- https://unipro.iucs.cespu.pt/
- https://toxrun.iucs.cespu.pt/
- https://ispup.up.pt/